# Кампо Ај Пери (Ливорно)
Кампо Ај Пери је насеље у Италији у округу Ливорно, региону Тоскана.
Према процени из 2011. у насељу је живело 59 становника. Насеље се налази на надморској висини од 54 м.